# 都柏林大学学院
都柏林大學學院（英語：University College Dublin）是爱尔兰国立大学的成員分校之一。愛爾蘭都柏林的一所公立研究型大學，是愛爾蘭國立大學的成員機構。擁有38,417名學生，是愛爾蘭最大的大學，也是歐洲最負盛名的大學之一。UCD的現任和前任教職員工和校友中有五位諾貝爾獎獲得者。并且，四位愛爾蘭總理和三位愛爾蘭總統以及一位印度總統也是UCD的畢業生。
UCD起源於1854年成立的一個組織，於聖馬拉基節以約翰·亨利·紐曼為首任校長成立了愛爾蘭天主教大學；它於1880年再次重組並於1908年獲得特許狀。1997年的《大學法案》將該成員大學更名為「愛爾蘭國立大學都柏林分校」，而1998年的部長令將該機構更名為「都柏林國立大學學院-愛爾蘭國立大學都柏林分校」。
最初位於都柏林市中心的聖斯蒂芬綠地和厄爾斯福特大道，所有學院已遷至位於離市中心南部六公里處的貝爾菲爾德佔地133公頃（330英畝）的校園。1991年，UCD購買了位於布萊克羅克的第二個場地。目前該地是邁克爾·斯穆里特研究生商學院的所在地，是愛爾蘭最好的商學院之一。
EIRSAT-1（Educational Irish Research Satellite-1）是由愛爾蘭都柏林的都柏林大學（UCD）開發和建造的歐洲太空總署贊助的2U立方衛星，2023年12月1日，EIRSAT-1在加利福尼亞州范登堡太空軍基地搭載獵鷹9號火箭發射升空。到達軌道後，它成為愛爾蘭的第一顆衛星。
2015年5月發布的一份報告顯示，UCD及其學生在愛爾蘭創造的經濟產出每年達到13億歐元。

## 历史
都柏林大學的歷史可追溯到成立於1851年的爱尔兰天主教大学。該校位於都柏林市中心的聖史蒂芬綠地大街86號，首任校長為著名的教育家真福者约翰·亨利·纽曼，愛爾蘭著名作家詹姆斯·喬伊斯曾就讀於該校。1908年愛爾蘭天主教大學與科克女王学院和高威女王学院合併成立了爱尔兰国立大学，原愛爾蘭天主教大學因此改名為都柏林大學學院。1934年買下了貝爾菲爾德(Belfield)，1960年在愛爾蘭政府的建議下，都柏林大學從原來的市中心遷址至位於都柏林市郊的占地300公頃的貝爾菲爾德校園，根據1997年大學法案成為一個自治學院。
都柏林大學為現代愛爾蘭的建設做出了重要貢獻。許多都柏林大學的學生和教職員工參與了愛爾蘭獨立的鬥爭，除了幾代愛爾蘭商業、專業、文化和體育領袖外，該大學還培養了許多愛爾蘭總統和總理。都柏林大學的知名畢業生包括作家（梅芙·賓奇、艾瑪·多諾霍、羅迪·道爾、弗蘭·奧布萊恩、瑪麗娜·卡爾、科爾姆·托賓）、演員（加布里埃爾伯恩、布萊丹格里森、艾米休伯曼）、導演（尼爾喬丹、吉姆謝裡丹）愛爾蘭橄欖球隊長布萊恩奧德里斯科爾、短跑跨欄運動員德瓦爾·奧羅克以及前曼聯和愛爾蘭隊隊長凱文·莫蘭等運動明星。也許該校所有畢業生中最著名的是作家詹姆斯·喬伊斯 (James Joyce)，他於 1902 年在該大學獲得了文學學士學位。
愛爾蘭天主教徒解放（1829年）後的幾年裡，雖然充滿了間歇性的政治動亂、飢荒和移民，但大多數人口逐漸在教育和影響力方面站穩了腳跟。
1854年，由卡倫樞機主教發起、約翰·亨利·紐曼樞機主教領導的運動成功地打開了一所新大學的大門，這將使廣大愛爾蘭人民能夠接受高等教育，創造了一個新的受過教育的愛爾蘭人階級。
天主教大學在 1854 年 11 月 3 日聖馬拉奇節那天
，17 名學生的名字被登記在名冊上。第一個輸入的名字是「解放者」的孫子丹尼爾·奧康奈爾。接下來的星期日，紐曼向總共四名軍官和十五名學生發表了題為“我們來這裡的目的是什麼？”的演講。意識到他們開始偉大努力的人數很少，他預言當他們年老時，他們會帶著極大的自豪和喜悅回顧 1854 年的聖馬拉奇節。
紐曼堅信他的學生應該在院長和私人導師的帶領下以小組形式留在獨立、自給自足的宿舍或學院。每個房子都有自己的教堂和公共桌子。出於這個目的，大學開設了三個宿舍：86 St Stephen's Green，被稱為聖派翠克或大學宿舍，由牧師邁克爾·弗蘭納裡 (Michael Flannery) 博士管理；哈考特街 16 號，被稱為聖勞倫斯街，由牧師詹姆斯·奎因 (James Quinn) 博士管理，他也在那裡設有學校；紐曼自己的房子，哈考特街 6 號，被稱為聖瑪麗，由紐曼親自監督。
紐曼擔任校長 人們
通常認為都柏林時代的紐曼是自由大學教育的偉大哲學家。就大學理念發表著名演講的理論家；關於大學起源和發展的《大學草圖》一書的作者，其中他對他的大學理念僅在抽像中涉及的內容進行了實際說明，該想法首次發表在紐曼編輯的天主教大學公報上，提供有關天主教大學議事錄的資訊。人們通常認為他是向文學院、醫學院和夜校學生發表就職演說和其他演講的人。在大學教堂講道的講道者，出版為《在各種場合講道的講道》（1857）；在多家期刊上發表的文章中為天主教大學辯護；校長年度報告的撰寫者以及新機構的結構、規則和條例的起草者，該報告發表在《我在愛爾蘭的競選》中。他做了所有這些事情，而且令人欽佩和優雅，但他在都柏林的職業生涯還有另一個更平淡和務實的一面。因為有時紐曼必須表現得更像是一所寄宿學校中飽受困擾的捨監，而不是一所新大學的校長。
早期的學生
在紐曼自己家中的八名原始學生中，兩名是愛爾蘭人，兩名英國人，兩名蘇格蘭人和兩名法國人。其中包括一位法國子爵和一位愛爾蘭男爵（雷金納德·巴紐瓦爾爵士），一位法國伯爵夫人的兒子，一位蘇格蘭侯爵的孫子，一位英國勳爵的兒子。校長認為這是一個好的開端，應該提升大學的基調和形象並吸引其他人。後來，他又照顧了兩位比利時王子和一位波蘭伯爵。
紐曼家中唯一一位土生土長的愛爾蘭中產階級，是利默里克一位名叫奧謝的律師的獨生子，他十六歲。紐曼稱這位前客廳的囚犯為“那個奧謝”，只持續了半年，但在這段時間裡，他給校長帶來了很多麻煩。 “我的青春，整個奧謝，或者更確切地說是奧謝本人，都給我帶來了麻煩——我不知道我如何才能再忍受一年。”我認為他必須在會議結束時離開。那個麻煩的學生離開了，去了三一學院，但他的惡作劇還遠遠沒有結束。可以說，校長準確無誤地認識到這個男孩將成為這個人的父親。 1890 年 8 月，當紐曼彌留之際，他以前的學生威廉·奧謝上尉正處於離婚醜聞的中心，這場醜聞最終摧毀了查爾斯·斯圖爾特·帕內爾的政治生涯。
非愛爾蘭學生被紐曼的聲譽所吸引。他們中的許多人是受牛津運動影響的朋友的兒子；許多人直接從伯明翰演講學校跟隨他。他的一些教授和捐助者是皈依者。從這個意義上說，天主教大學即使不是牛津運動的產物，至少也是牛津運動的延伸。
絕大多數學生沒有住在校長家的特權，紐曼時不時地對住在其他房子裡的愛爾蘭學生的才幹感到驚訝。他很有可能，因為在紐曼時代和之後的獲獎者中，有威廉·沃爾什（William Walsh），後來成為都柏林大主教和愛爾蘭國立大學第一任校長；帕特里克·奧唐納 (Patrick O'Donnell) 作為拉福主教 (Raphoe Bishop)，為都柏林大學的管理機構服務，是天主教大學和大學學院之間的另一個紐帶；奧羅克-麥克德莫特 (HH O'Rourke-McDermott)，後來在格萊斯頓 (Gladstone) 領導下擔任愛爾蘭總檢察長；約翰·狄龍 (John Dillon)，作為一名議員，他在 1908 年建立 NUI 的大學立法中發揮了重要作用；詹姆斯·林納姆·莫洛伊後來創作了許多流行歌曲，包括《班特里灣》、《凱裡舞曲》和《愛的老甜歌》。莫洛伊是唯一一個受到紐曼威脅要下鄉的學生，因為他有一天晚上從大學宿舍潛逃，未經許可參加一個晚會。然而，紐曼接受了莫洛伊母親的懇求，允許他繼續學業。因此，在給紐曼帶來最大麻煩的愛爾蘭學生中，其中一位後來因其在愛爾蘭政治中所扮演的角色而受到幾代民族主義者的譴責，而另一位則因其歌曲所帶來的快樂而受到愛戴和欽佩。
醫學院
天主教大學醫學院於 1855 年在塞西莉亞街成立。現在，醫學院距離三一學院的前門僅一箭之遙，它像徵著天主教愛爾蘭的出現。紐曼聲稱，在他建立醫學院之前，都柏林五所醫學院和醫院的 111 名醫生中，有 12 名是天主教徒，99 名是新教徒。醫學院是天主教大學的偉大成功故事；到本世紀末，它已成為該國最大的醫學院。 1908年後成為都柏林大學醫學院。
大學教堂
紐曼自己美麗的大學教堂於 1856 年在 86 號旁開放。
早期的困難
儘管紐曼大學受到國際社會的支持，但早期的歲月並不輕鬆。
天主教大學的缺點是，與三一學院和女王學院不同，它的學位不被國家承認，也沒有任何國家資助。剛剛提供女王學院的英國政府不願意向主教們反對政府自己的計劃而建立的機構提供章程或資金，這是可以理解的。
同時，從飢荒災難中恢復過來的愛爾蘭群眾對天主教大學也沒有太大興趣。那些更渴望獲得國家認可的學位而不是理想的天主教大學教育的學生和家長在紐曼的機構之外尋求滿足。因此，雖然一些中產階級天主教徒前往三一學院攻讀學位，英裔愛爾蘭貴族將他們的兒子送到英國大學，而英國天主教徒（尤其是在紐曼時代之後）並未被都柏林所吸引，但各省的許多天主教徒發現女王學院比天主教大學更有吸引力。
紐曼的遺產
在他的大學教育方法中，紐曼力求在功利主義和自由主義目標之間取得適當的平衡。他不僅力求保留舊大學課程中最好的東西，而且還渴望讓他的大學滿足他那個時代的需求和發展以及不斷擴大的知識領域。他知道古典教育的價值。但任何認為他的大學因此受到古典教育的阻礙或限制的觀點都是非常錯誤的。紐曼在天主教大學設立了詩歌教席，也是愛爾蘭或英國最早的英國文學教席之一。他的大學也處於歐洲學術進步的前沿，設有政治和社會科學、政治經濟學和地理學教授。正是這種敏感性促使他在愛爾蘭設立了第一個考古學和愛爾蘭歷史系教授。
紐曼意識到大學可以為所在社區帶來好處，並發起了一系列由天主教大學教授主講的公開講座。在國內任何其他大學學院之前，他為白天工作的學生推出了晚間講座制度。
在紐曼最令人難忘的段落之一中，他對愛爾蘭以及他的大學提出了挑戰和預言：
我嚮往這片既古老又年輕的土地；古老的基督教，年輕的未來……我凝視著一個經歷了漫漫長夜的民族，終將迎來不可避免的白天。我將目光投向未來一百年，我依稀看到我所注視的這座島嶼將成為兩個半球的通行和結合之路，成為世界的中心……那片繁榮而充滿希望的土地的首都就坐落在這片土地上。在其中，我看到了一所蓬勃發展的大學，它曾一度不得不與財富作鬥爭，但當它的第一批創始人和僕人去世後，它所取得的成功遠遠超過了他們的焦慮。
在他留下的一切中，無論是他工作過的聖斯蒂芬綠地的建築，還是他遺產中融入的思想，或者他傳遞的願景，或者他提出的挑戰，紐曼都永遠離開了都柏林大學，尤其是，總的來說，大學教育是他的功勞。

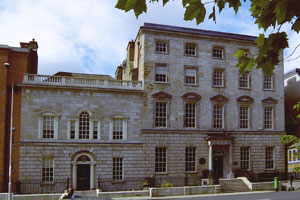
都柏林圣Stephen绿地的纽曼大楼，都柏林大学学院原址

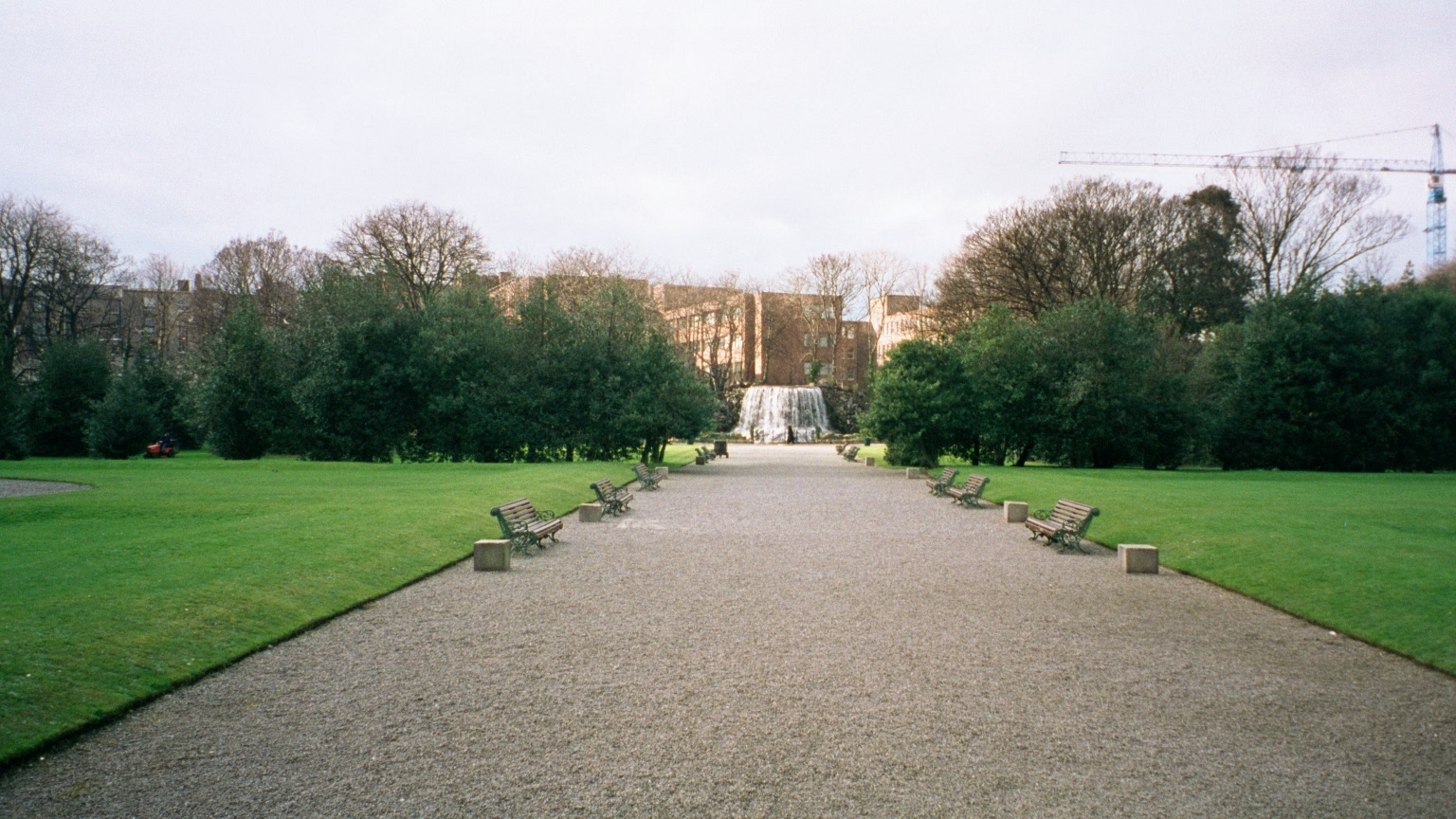
Earlsfort Terrace后面的花园,由UCD于1908年捐赠并in his honour改名

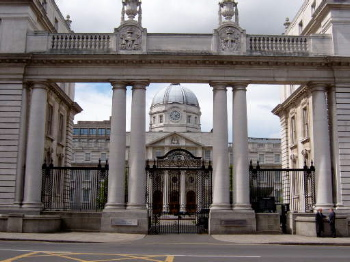
都柏林政府大楼，都柏林大学学院理学和工程学院前址

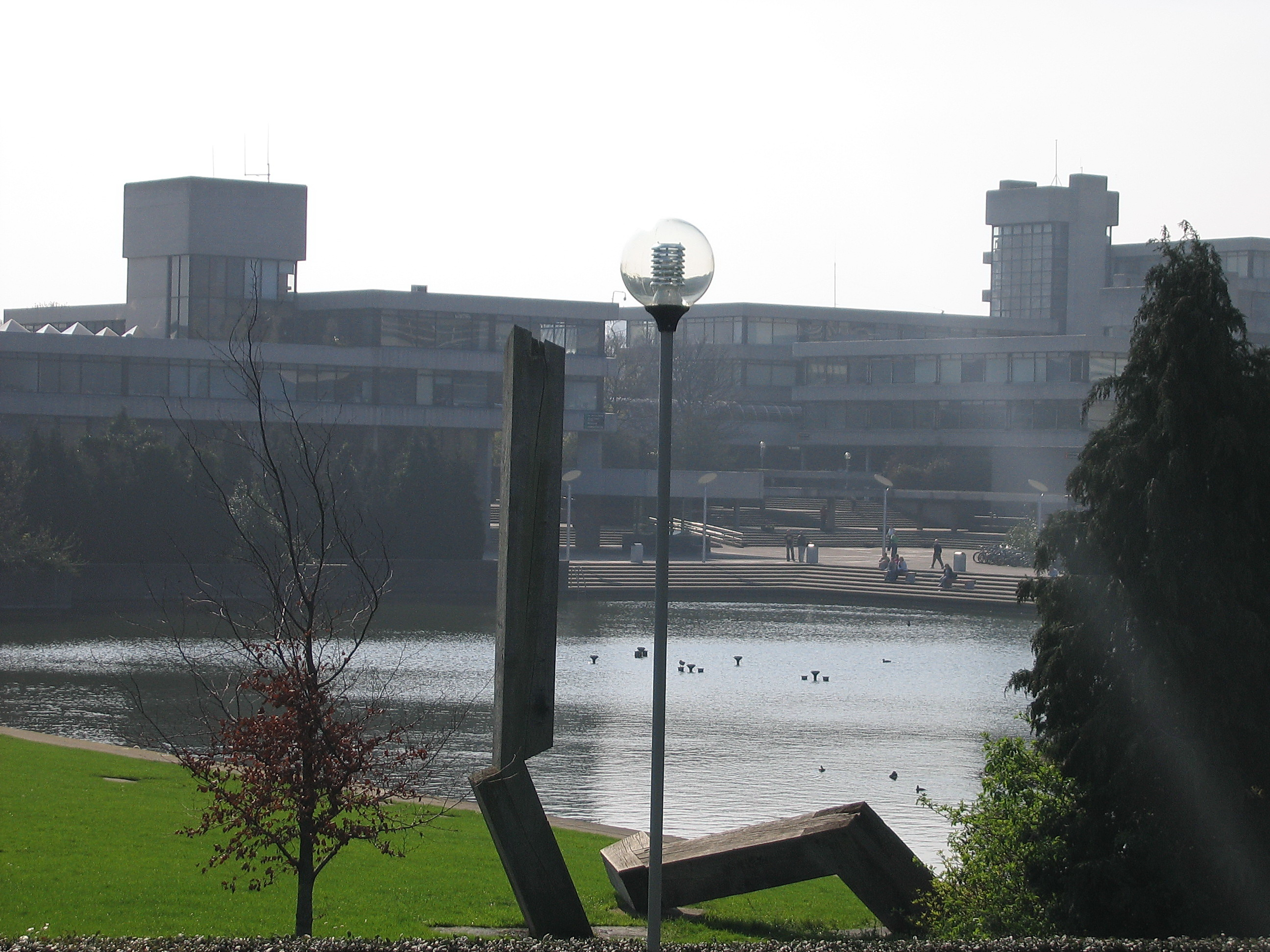
都柏林大学学院贝尔菲尔德校园詹姆斯·乔伊斯图书馆和行政大楼

2006年，學院與中國國際中文教育基金會合作創辦都柏林大學孔子學院(UCD Confucius Institute)。

## 学术
研究和創新是充滿活力的經濟、資訊靈通的社會和充滿活力的文化的重要驅動力。都柏林大學的研究和創新範圍包括個人學者、研究小組、新創公司以及與產業和其他合作夥伴的大規模合作。 研究在大學的各個廣泛學科範圍內進行，並在多學科研究項目中進行，以應對全球範圍的挑戰。
2022/23 年，都柏林大學研究人員從國家和國際資助機構、公司和基金會獲得了 1.61 億歐元的研究資助。自 2012/2013 年以來，都柏林大學的研究人員已獲得超過 13 億歐元的此類資金。他們的研究支持國家研究和技術機構和中心，包括 SFI 資助的數據分析洞察中心，愛爾蘭健康食品，愛爾蘭應用地球科學研究中心 (iCRAG) , CeADAR 應用資料分析與機器智慧中心，BiOrbic，生物經濟 SFI 研究中心，I-Form 先進製造研究中心和 NexSys（下一代能源系統）。都柏林大學在獲得歐盟研究資助方面處於全國領先地位。
過去十年，都柏林大學的研究人員每年在國際文獻中發表的論文數量增加了 62%，總共撰寫了 40,000 多篇論文。這些論文被其他研究人員引用的比率比世界平均高出 74%。此外，62%的論文是與其他國家的機構共同撰寫的，凸顯了都柏林大學作為愛爾蘭全球大學的地位。
作為愛爾蘭創新、技術轉移和商業化領域的領導者，都柏林大學對創新和創業的承諾認識到積極參與和合作以利用領先的研究和開發成果的重要性。創新的支持包括 NovaUCD（新創企業和企業家中心）、NexusUCD（產業合作中心）和UCD Lyons 農場的AgTechUCD 創新中心。自 2003 年以來，都柏林大學透過 NovaUCD 以及 NovaUCD 營運和管理的商業支援項目，在整個大學範圍內提供服務和支持，為超過 550 家公司和早期企業提供了支持。

### 院系

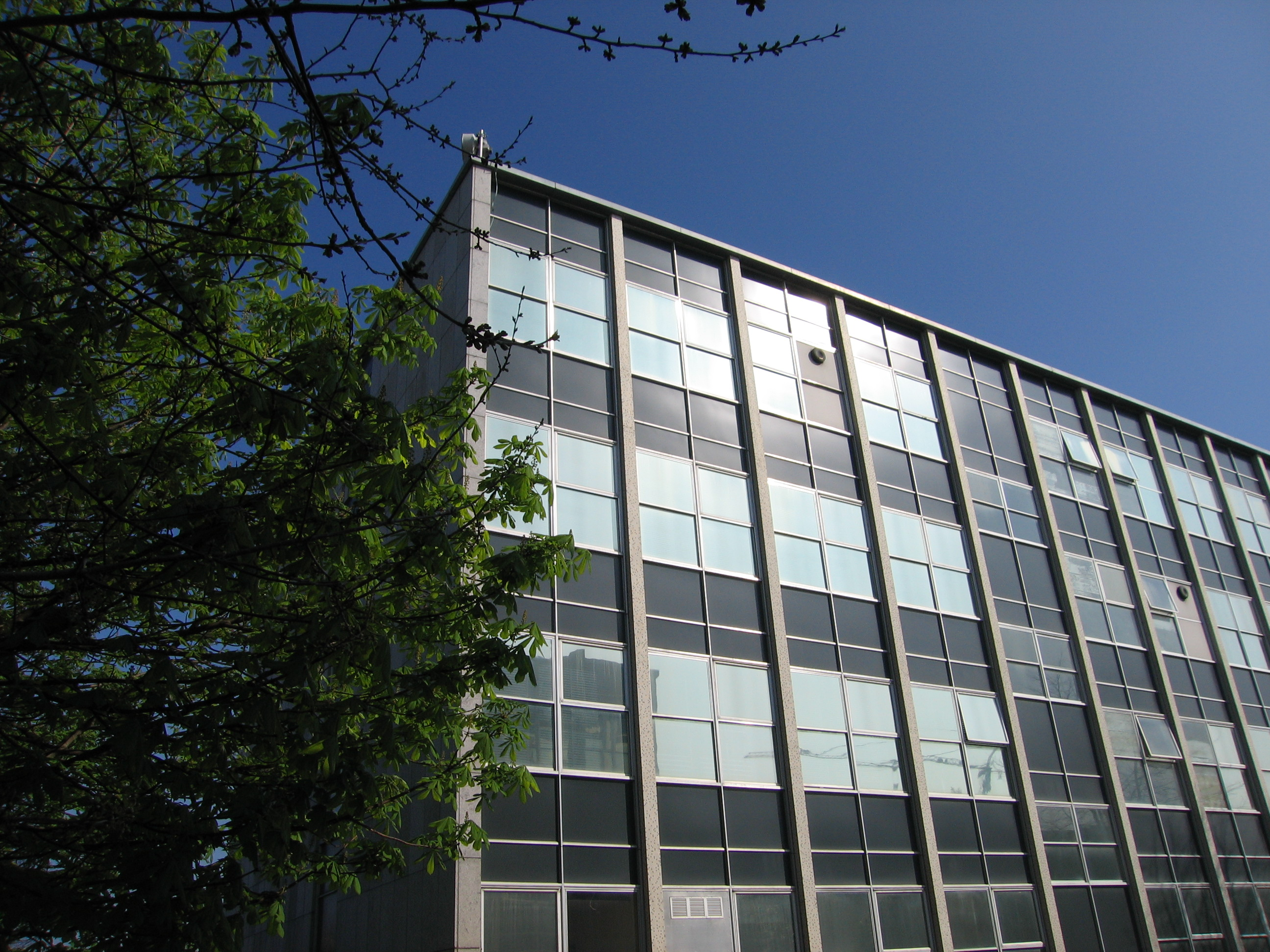
都柏林大學贝尔菲尔德校区理科中心的生物学和地质学大楼

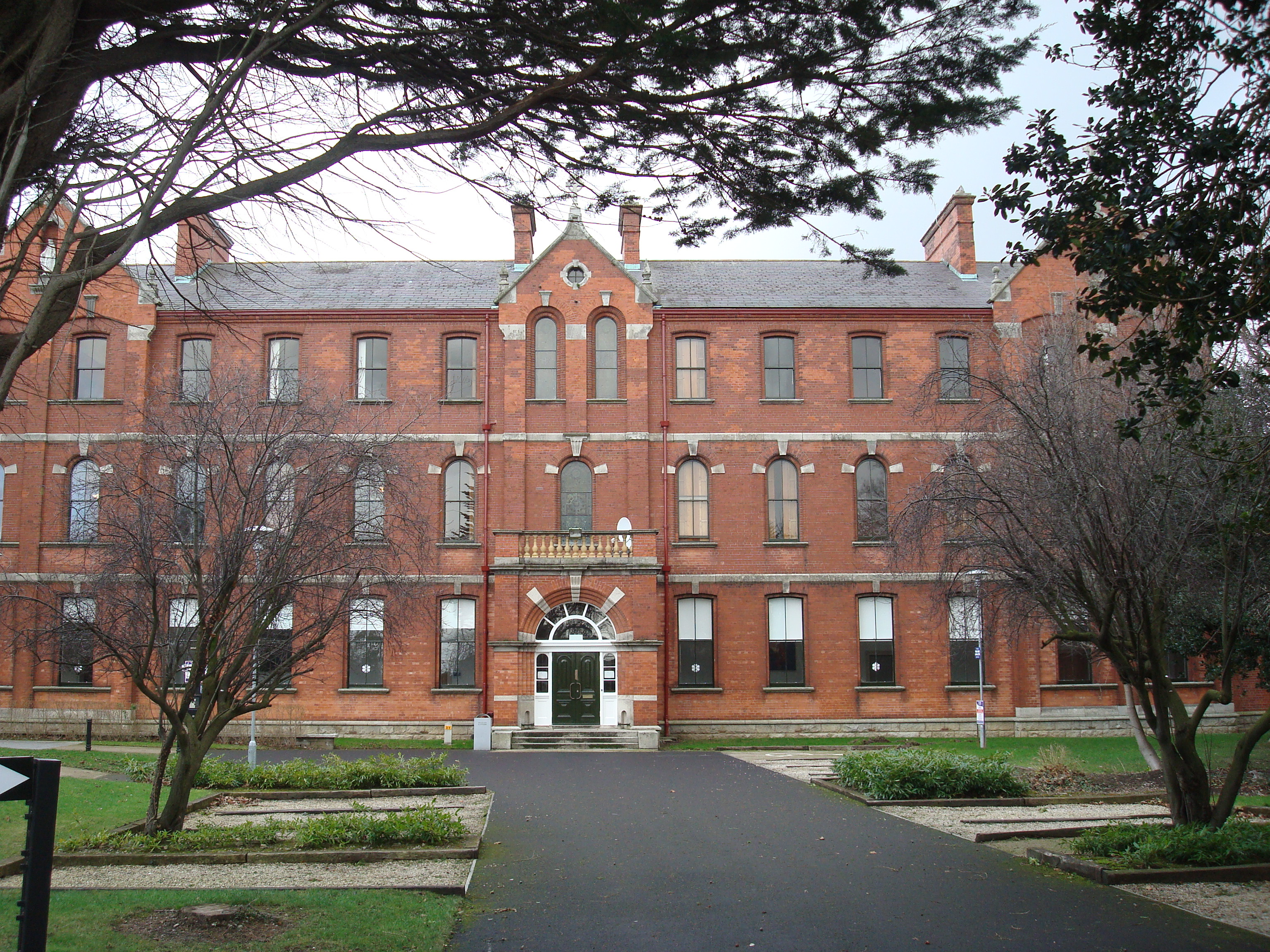
位于Blackrock的Michael Smurfit商学院（研究生院）

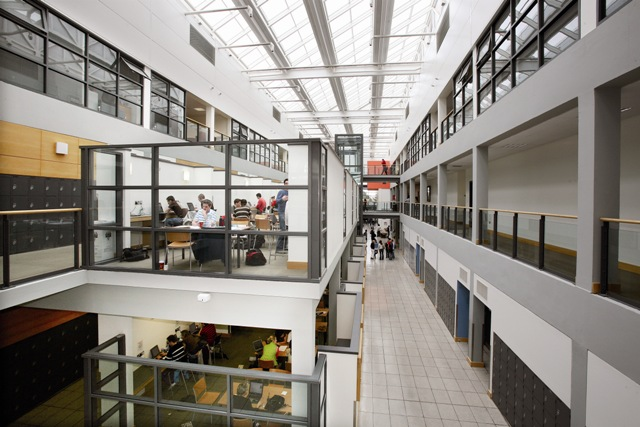
都柏林大學Quinn商学院

大学包括五个大学院（Colleges），它们附属有共35分学院（Schools）和18个研究所和研究中心。每个学院也有自己的为研究生而设的研究生院。
院系包括：
- 艺术与凯尔特研究学院 College of Arts & Celtic Studies （页面存档备份，存于）

考古学院 School of Archaeology
艺术史与文化政策学院 School of Art History & Cultural Policy
古典学院 School of Classics
英语、戏剧与电影学院 School of English, Drama & Film
历史与档案学学院
爱尔兰及凯尔特研究与爱尔兰民俗及语言学学院 School of Irish, Celtic Studies, Irish Folklore & Linguistics
语言与文学学院 School of Languages & Literatures
音乐学院 School of Music
- 商学与法学学院 College of Business & Law （页面存档备份，存于）

商学院 School of Business
Quinn商学院
Michael Smurfit商学院
法学院 School of Law
- 工程、数学与物理科学学院 College of Engineering, Mathematical & Physical Sciences

建筑、景观与土木工程学院 School of Architecture, Landscape & Civil Engineering
化学和生物过程工程学院 School of Chemical & Bioprocess Engineering
计算机科学与信息学学院 School of Computer Science & Informatics  （页面存档备份，存于）
电气电子与机械工程学院 School of Electrical, Electronic & Mechanical Engineering
地质科学学院 School of Geological Sciences
数学科学学院 School of Mathematical Sciences
物理学院
- 人文科学学院 College of Human Sciences （页面存档备份，存于）

应用社会科学学院 School of Applied Social Science
经济学院 School of Economics  （页面存档备份，存于）
教育与终生学习学院 School of Education & Lifelong Learning
地理、规划和环境政策学院 School of Geography, Planning & Environmental Policy
信息与图书馆学学院 School of Information & Library Studies  （页面存档备份，存于）
哲学学院 School of Philosophy
政治学与国际关系学院 School of Politics & International Relations （页面存档备份，存于）
心理学学院 School of Psychology
社会司法学院 School of Social Justice （页面存档备份，存于）
社会学学院 School of Sociology
- 生命科学学院 College of Life Sciences

农业、食品科学和兽医药学学院 School of Agriculture, Food Science & Veterinary Medicine
生物学与环境科学学院 School of Biology & Environmental Science
生物分子与生物医学学院 School of Biomolecular & Biomedical Science
化学与化学生物学院 School of Chemistry & Chemical Biology
医学院
护理、产科与健康系统学院 School of Nursing, Midwifery & Health Systems
物理疗法与性能学院 School of Physiotherapy & Performance Science
公共健康和人口科学学院 School of Public Health & Population Science

## 名声
都柏林大學与都柏林聖三一大學一同在全球排名时长期排名爱尔兰共和国大学前两名。

### 校友
最著名校友包括爱尔兰八位前总统中的四位和十位前爱尔兰总理中的五位。

### 排名
- 泰晤士高等教育2009年世界排名

全球第89，爱尔兰第2。
- 上海交通大学排名

全球301-400，爱尔兰第2。
- 金融时报全球工商管理硕士排名2013

全球第64，爱尔兰第1。
- 金融时报欧洲商学院排名2010

歐洲第30，爱尔兰第1。
- 經濟學人工商管理碩士排名2009

全球第37，爱尔兰第1。